# Octobre (film, 1928)
Pour les articles homonymes, voir Octobre (homonymie).
Pour plus de détails, voir Fiche technique et Distribution.
Octobre : dix jours qui ébranlèrent le monde (en russe : Октябрь : Десять дней, которые потрясли мир), plus connu sous le simple titre Octobre, est un film soviétique de Sergueï Eisenstein et Grigori Alexandrov sorti en 1928.
Il s'agit d'une œuvre commandée pour le dixième anniversaire de la révolution bolchévique d'octobre 1917. Inspiré du reportage de John Reed, Octobre est considéré comme un « classique » du cinéma de propagande soviétique. À l'origine muet, il fut sonorisé en 1967 sur une musique de Dmitri Chostakovitch.

## Histoire

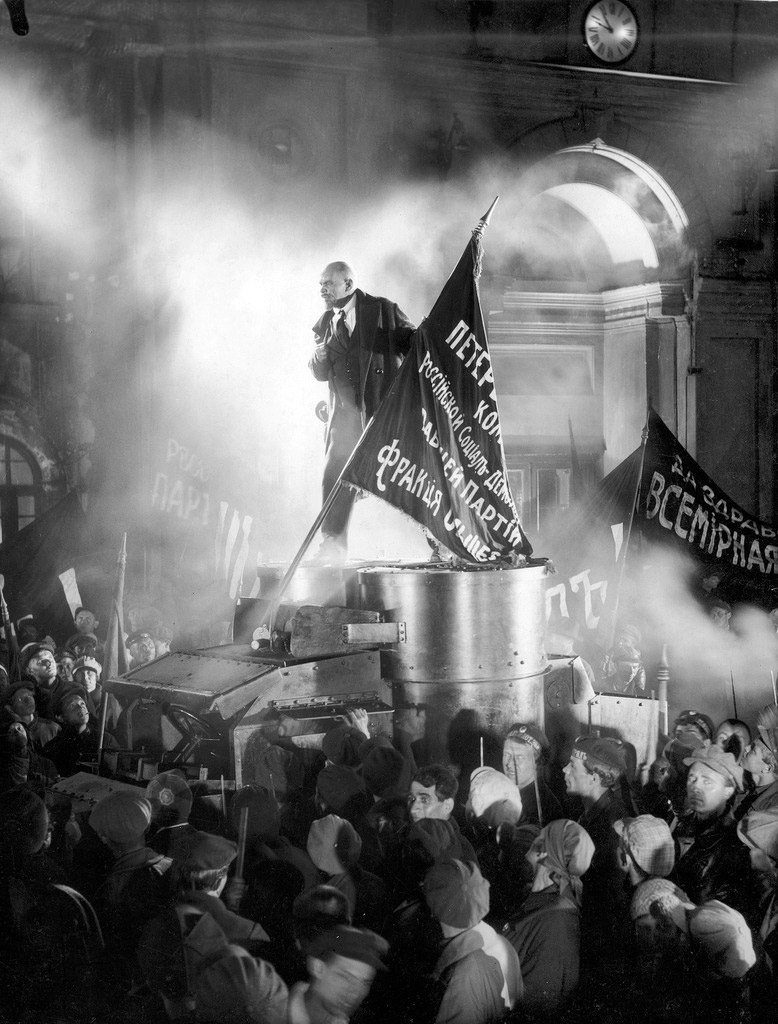
Lénine haranguant la foule.

Le réalisateur avait engagé des acteurs non professionnels pour donner à son film une apparence de vérité historique. Eisenstein avait lui-même recruté les acteurs dans les bars de Léningrad. Ainsi, c'est un ouvrier qui joua le rôle de Lénine. Par ailleurs, des moyens importants furent mobilisés pour la réalisation : le matériel militaire que l'on voit dans le film fut prêté par l'Armée rouge et certains quartiers de Léningrad furent plongés dans le noir pour permettre à l'équipe de tournage d'avoir une tension électrique suffisante pour l'éclairage.
Dans ce film, Eisenstein met en place le montage d'attraction, qu'il a théorisé lui-même et qui consiste à créer du sens en liant par le montage des images. Des passages où apparaissait initialement Léon Trotski sont coupés. C'est pourquoi à partir de cette époque, le réalisateur est de plus en plus surveillé par le régime. Le pouvoir en place lui préfère alors d'authentiques apparatchiks.

## Fiche technique
Sauf indication contraire, les informations mentionnées dans cette section peuvent être confirmées par la base de données cinématographiques IMDb,  présente dans la section « Liens externes ».
- Titre : Octobre
- Titre original : Октябрь
- Réalisation : Sergueï Eisenstein et Grigori Alexandrov, assisté d'Ilya Trauberg
- Scénario : Sergueï Eisenstein, Grigori Alexandrov d'après Dix jours qui ébranlèrent le monde de John Reed
- Photo : Vladimir Nilsen, Vladimir Popov, Édouard Tissé
- Production : Sovkino
- Pays d'origine : Union soviétique
- Langue : muet, intertitres en russe
- Durée : 102 minutes
- Dates de sortie[2] :
  - Union soviétique : 7 novembre 1927[3]
  - Union soviétique : 20 janvier 1928 (Léningrad)[4]
  - Union soviétique : 14 mars 1928 (Moscou)[5]
  - France : 5 octobre 1966[4]

## Distribution
- Nikolay Popov : Kerenski
- Vasili Nikandrov : V. I. Lénine.
- Layaschenko : Konovalov (en)
- Chibisov : Skobelev
- Boris Livanov : Terechtchenko
- Mikholyev : Kishkin
- Nikolai Podvoisky (en) : un bolchevik
- Smelsky : Verderevsky (en)
- Édouard Tissé : un soldat allemand

## Critique
Pour la version sonorisée en 1966, Pierre Billard dans L'Express parle d'un film « parfois confus, le plus souvent sublime ».